# Waitakere United
Il Waitakere United è una società calcistica neozelandese con sede nella città di Waitakere. Fondata nel 2004 e militante nella massima divisione neozelandese, disputa le partite interne nel Fred Taylor Park di Waitakere.
Il club ha partecipato alla Coppa del mondo per club FIFA 2007 in qualità di vincitore della OFC Champions League 2006-2007. Nella rassegna iridata è stata eliminata nel turno preliminare dalla squadra iraniana del Sepahan, che ha battuto i neozelandesi per 3-1. L'anno successivo ha partecipato nuovamente alla Coppa del mondo per club FIFA 2008 in qualità di vincitore della OFC Champions League 2007-2008. In tale torneo è stata sconfitta nel turno preliminare dalla squadra australiana dell'Adelaide United, col punteggio di 2-1.
Il club ha una rivalità storica con i "cugini" dell'Auckland City.

## Palmarès

### Competizioni nazionali
- New Zealand Football Championship: 5

2007-2008, 2009-2010, 2010-2011, 2011-2012, 2012-2013
- ASB Charity Cup: 1

2012
- ASB National Youth League: 2

2008, 2011
- ASB Phoenix Challenge: 1

2010

### Competizioni internazionali
- OFC Champions League: 2

2007, 2007-2008

### Altri piazzamenti
- New Zealand Football Championship:

Secondo posto: 1993, 2004-2005, 2006-2007, 2008-2009
Terzo posto: 2019-2020
- OFC Champions League:

Finalista: 2009-2010, 2012-2013

## Rosa 2012-13
| N. |                               | Ruolo | Calciatore          |
| -- | ----------------------------- | ----- | ------------------- |
| 1  | Inghilterra (bandiera)        | P     | Danny Robinson      |
| 2  | Nuova Zelanda (bandiera)      | D     | Aaron Scott         |
| 3  | Nuova Zelanda (bandiera)      | D     | Jack Beguely        |
| 4  | Nuova Zelanda (bandiera)      | D     | Tim Myers           |
| 5  | Irlanda (bandiera)            | D     | Brian Shelley       |
| 6  | Paesi Bassi (bandiera)        | D     | Matt Cunneen        |
| 7  | Nuova Zelanda (bandiera)      | C     | David Mulligan      |
| 8  | Nuova Zelanda (bandiera)      | C     | Chad Coombes        |
| 9  | Papua Nuova Guinea (bandiera) | A     | George Slefendorfas |
| 10 | Nuova Zelanda (bandiera)      | A     | Allan Pearce        |
| 11 | Brasile (bandiera)            | C     | Luiz del Monte      |
| 12 | Figi (bandiera)               | A     | Roy Krishna         |
| 14 | Ghana (bandiera)              | C     | Godwin Darkwa       |

| N. |                          | Ruolo | Calciatore       |
| -- | ------------------------ | ----- | ---------------- |
| 15 | Figi (bandiera)          | C     | Salesh Kumar     |
| 16 | Ucraina (bandiera)       | C     | Maksim Manko     |
| 17 | Nuova Zelanda (bandiera) | A     | Jake Butler      |
| 18 | Nuova Zelanda (bandiera) | C     | Sam Matthews     |
| 19 | Nuova Zelanda (bandiera) | C     | Daniel Morgan    |
| 20 | Sudafrica (bandiera)     | C     | Ryan De Vries    |
| 21 | Nuova Zelanda (bandiera) | A     | Dylan Stansfield |
| 22 | Nuova Zelanda (bandiera) | P     | Louie Caunter    |
| 23 | Nuova Zelanda (bandiera) | D     | Reece Lambert    |
| 24 | Nuova Zelanda (bandiera) | D     | Harshae Raniga   |
| 25 | Nuova Zelanda (bandiera) | A     | Miloš Nikolić    |
| 28 | Nuova Zelanda (bandiera) | P     | Alex Carr        |
| nn | Inghilterra (bandiera)   | C     | Chris Palmer     |